# 지비키역
지비키역(일본어: 千曳駅)은 일본 아오모리현 가미키타군 도호쿠정에 위치한 아오이모리 철도 아오이모리 철도선의 철도역이다. 이 역은 시점인 메토키 역으로부터 70.9 km 떨어져 있으며, 도쿄역부터는 688.2 km 만큼 떨어져 있는 역이다.

## 승강장
상대식 승강장 2면 2선 구조의 철도역이며 승강장마다 출입구가 있다.

### 타는 곳
승강장 번호는 없다.
| 번선 | 노선                | 방향 | 행선                   |
| ---- | ------------------- | ---- | ---------------------- |
| 동쪽 | ■ 아오이모리 철도선 | 상행 | 미사와 · 하치노헤 방면 |
| 서쪽 | ■ 아오이모리 철도선 | 하행 | 노헤지 · 아오모리 방면 |

## 역세권 정보
- 아오모리 현도 제8호선(ja)

## 역사
- 1910년 11월 15일: 영업 개시.
- 1962년 10월 20일: 난부주칸 철도 개통.
- 1968년 8월 5일: 도호쿠 본선의 선로 개량 공사로 현재 위치로 이전.
- 1987년 4월 1일 : 민영화에 따라, 동일본 여객철도가 계승.
- 2010년 12월 4일 : 도호쿠 신칸센이 신아오모리역까지 연장 개통함에 따라 아오이모리 철도로 이관.

## 인접역
| 아오이모리 철도 ■ 아오이모리 철도선 | 아오이모리 철도 ■ 아오이모리 철도선 | 아오이모리 철도 ■ 아오이모리 철도선 |
| ----------------------------------- | ----------------------------------- | ----------------------------------- |
| 옷토모 하치노헤 방면                | 보통                                | 노헤지 아오모리 방면                |